# ニューギングループ Presents M・A・Oと鈴木
ニューギングループ Presents M・A・Oと鈴木（ニューギングループ プレゼンツ マオとすずき）は、M・A・Oと鈴木愛奈がパーソナリティを務めたラジオ番組。
2016年10月3日よりリニューアルされ、以降は「ニューギングループ Presents M・A・Oと鈴木 〜傾いて候〜」として放送された。

## 概要
数あるアニラジ番組に負けないようパーソナリティの2人が互いの絆を深め、ラジオパーソナリティーとして成長していく姿をリスナーが見守る、という成長観察型ラジオ番組。
公式サイトにてアーカイブ配信もされた。

### ネット局
放送時間の早い順から記載。
| 放送対象地域 | 放送局           | 放送時間           | 放送期間                    | 備考     |
| ------------ | ---------------- | ------------------ | --------------------------- | -------- |
| 関東広域圏   | 文化放送（QR）   | 日曜 20:00 - 20:30 | 2016年4月3日 - 2017年4月2日 | 製作局   |
| 中京広域圏   | 東海ラジオ（SF） | 日曜 21:00 - 21:30 | 2016年4月3日 - 2017年4月2日 | [ 注 2 ] |
| 近畿広域圏   | ABCラジオ        | 日曜 23:00 - 23:30 | 2016年4月3日 - 2017年4月2日 | [ 注 3 ] |

## 番組構成

### コーナー
- 天下統一!国盗り合戦!
  - 全国各地にまつわるゲームに挑戦し、ゲームに勝利した都道府県を自分の領土にすることができる。最終的には天下統一を目指すというコーナー[1]。
- 鈴木M・A・O
  - リスナーの身近にいる「鈴木」さん「まお」さんという名前の人物についての情報を募集するコーナー[1]。
- ただいまーおかえりー我が家のルール
  - リスナーの「我が家のルール」を募集するコーナー[3]。
- 我、傾奇者で候!
  - 『花の慶次]』に登場する前田慶次にちなんだコーナー。我こそは傾奇者だ、こんな傾奇者がいた（見た）など、傾奇者に関する情報を募集し、紹介したお便りの中から、最も傾いているエピソードに選ばれたリスナー1名にプレゼントが贈呈される。
- あいにゃの一人武者修行
  - 「あいにゃの境界線」の後継コーナー。鈴木を笑わせるギャグ・ネタをリスナーから募集し、鈴木との一騎打ちに挑むコーナー。

### 過去のコーナー
- あいにゃの境界線
  - 笑い上戸な鈴木がどの程度のダジャレ・ギャグ・小話で笑うのか、その境界線を探っていくコーナー。

## ゲスト
- #9（2016年5月29日） 
  - 井澤詩織